# Morfologia (biologia)
En biologia, la morfologia és l'aparença exterior (forma, estructura, color, patrons) d'un organisme o tàxon i de les parts que el componen. Contrasta amb la fisiologia, que estudia principalment el funcionament interior dels organismes.
També existeix el terme «morfologia general», que fa referència als trets prominents o principals de la morfologia d'un organisme o tàxon. Una descripció de la morfologia general d'un organisme inclouria, per exemple, la seva forma general, el color general, els marcatges prominents, etc. però no detalls més concrets.
La majoria de tàxons difereixen morfològicament d'altres tàxons. Generalment, els tàxons estretament relacionats difereixen molt menys que els que tenen una relació llunyana, però hi ha excepcions. Les espècies críptiques són espècies que semblen molt similars, o fins i tot idèntiques en aparença, però que reproductivament són diferents. En canvi, en algunes ocasions tàxons que no estan relacionats adquireixen una morfologia similar pel procés de l'evolució convergent o fins i tot per mimetisme. Un altre dels problemes que comporta basar-se en les dades morfològiques és que el que poden semblar, morfològicament, dues espècies diferents, poden revelar-se ser en realitat una única espècie quan se n'analitza l'ADN.